# Sigmund Skard
Sigmund Skard född 31 juli 1903 i Kristiansand, död 26 maj 1995 i Bærum, var en norsk professor i amerikansk litteratur vid Universitetet i Oslo, lyriker, översättare och essäist. 
Han skrev flera biografier om sin familj. Han var son till Matias Skard, bror till Bjarne och Eiliv Skard, gift med Åse Gruda Skard och far till Halvdan och Torild Skard. Han gav även namn åt Sigmund Skard-stipendiet.